# Рылов, Нисан
Нисан Рылов (ивр. ניסן רילוב‎; 19 июля 1919, Херсон, Украина — 10 марта 2007, Париж, Франция) — израильский и французский художник, левый активист.

## Биография
Рылов родился в 1919 году (по другим данным — 1922) в Херсоне в семье Хаима Рылова и Рахили Гольдштейн. Его родители покинули Советский Союз в 1924 году. Сначала они жили в Бессарабии, а в 1928 году прибыли на территорию Подмандатной Палестины. Рылов поселился с родителями в первом израильском мошаве Нахалаль, где уже некоторое время проживала его старшая сестра. Его отец был организатором самообороны и охраны Нахалала и упоминается в книге Меира Шалева «Русский роман». В детстве Рылов общался с Моше Даяном, а также с Ханной Сенеш, которая была его подругой во время учёбы в сельскохозяйственной школе в Нахалале. Во время Большого арабского восстания 1936—1939 годов, как убежденный сионист, он был членом организации «Хагана» и служил в «Специальных ночных отрядах» Орда Чарльза Уингейта.
По утверждению Рылова, однажды в 1938 году, во время подавления арабского восстания, он стал свидетелем жестокого обращения Уингейта с населением одной из деревень в районе Изреельской долины. Этот инцидент вызвал у него глубокое потрясение.
Последний каплей в перемене его политических взглядов стал сгон крестьян из деревни, чью землю продал мошаву Нахалаль официальный владелец. Расчищая путь тракторам, Рылов был вынужден разгонять арабских женщин и детей, лежащих на дороге перед техникой. Следующий случай произошел ночью, когда его отправили в засаду против крестьян, которые тайком пробирались собирать урожай на принадлежавших им когда-то полях. Заметив старого феллаха, командир приказал Рылову стрелять, на что он ответил отказом: «Я не стреляю в стариков». Через несколько дней военный суд «Хаганы» исключил Рылова из организации.
После конфликта с сослуживцами, родными и соседям по Нахалалю он переехал в Тель-Авив, где вступил в нелегальную Коммунистическую партию Палестины, от которой впоследствии дистанцировался.
С началом Второй мировой войны Рылов записался в британскую армию и сражался против нацистов. Вернулся в Палестину в 1943 году и до 1946 учился живописи в Институте искусств и дизайна Авни. Во время Войны за независимость Израиля служил в Иерусалиме в транспортном корпусе. В 1948—1949 продолжил обучение, занимаясь в студии у Авигдора Стемацкого.
В 1949—1953 годах жил с первой женой и дочерью в Яффе. В 1953 году развелся и уехал из Израиля в Париж. В 1954 обучался фреске в парижской Академии де ла Гранд Шомьер, работая во время учёбы на стройке.
В столице Франции сблизился с антиколониалистской группой Анри Куриеля. В конце 60-х уехал в Лондон, где участвовал c членами ультралевой группы Мацпен в создании «Израильского комитета революционного действия за границей» (Israeli Revolutionary Action Committee Abroad). В 1977 году вернулся c семьей во Францию, зарабатывал продажей собственных картин.
Умер в Париже 10 марта 2007 года.

## Взгляды
Нисан Рылов отказывался употреблять термин «израильтянин», называя себя «палестинским евреем». После разрыва с Коммунистической партией Израиля и группой Мацпен продолжал считать себя непартийным коммунистом. Выступал за создание на территории Израиля и палестинских территорий двуединого еврейско-арабского государства.
Во время «интифады камней» (1992—1987) он провел выставку картин в Париже под названием «Камни» и выручку от продаж передал палестинцам. Тогда же три месяца он работал в школе для палестинских детей в Дженине, обучая их рисованию, а затем помогал организовать выставку их работ в Париже в 1995 году.

## Творчество
Рылов разработал уникальный стиль рисования: раскрашивал большие листы, затем их рвал и создавал коллаж из обрывков. В составе «Группы десяти» в 1950-х бросил вызов лирическому абстракционизму и распространенной универсалистской тенденции в искусстве, находясь в поиске собственных средств выражения. Стремился в абстрактной форме изображать израильские пейзажи и жителей страны. В отличие от европеизированной, элитной атмосферы, окружавшей группу «Новые горизонты», «Группа десяти» отождествляла себя с урождёнными израильтянами («сабрами») и поколением Пальмаха.
В 2002 году вместе с сыном Костей основали Художественное общество Люмьер в Лёзе (Морсен). Ежегодно это объединение проводит театральный фестиваль имени Нисана Рылова. Фестиваль 2011 года был посвящен памяти Джулиано Мер-Хамиса.

### Некоторые выставки
- Group Exhibition,Cafe Casit, Tel Aviv, 1949
- Art in Israel, Tel Aviv Museum of Art, Tel Aviv, 1951
- The Group of Ten, The Artist Gallery, Painters & Sculptors Association, Tel Aviv, 1951
- General Exhibition, Art in Israel,Tel Aviv Museum of Art, Tel Aviv, 1954
- Solo exhibition, The Tel Aviv Artists’ House (named after Zaritsky), Tel Aviv, 1960[9].

## Семья
В 1945 году Рылов женился на Рахель Катнер. Их единственная дочь Нурит Рылов-Гроссман (1946—2009) была израильским архитектором. В Париже повторно женился на немке Хедвиг. От этого брака у Рылова осталось два сына: Фёдор Рылов и Костя Рылов.